# Barbara Doser
Barbara Doser (* 1961 in Innsbruck) ist eine österreichische Künstlerin. Sie arbeitet in den Bereichen Audioinstallation, Film, Video, Videoinstallation, Medieninstallation, Netzkunst, Radio und Performance.

## Leben und Werk
Barbara Doser studierte Kunstgeschichte an der Universität Innsbruck, wo sie 1989 promovierte. Seit 1994 ist sie freischaffende Künstlerin, seit 1998 arbeitet sie gemeinsam mit Hofstetter Kurt am Projekt "Sunpendulum" und sie bilden zusammen die Gruppe Parallel Media. Barbara Doser lebt und arbeitet in Wien.

## Preise
- 2008 Kunstpreis der Stadt Innsbruck Förderpreis für Fotografie
- 2004  Preis der Jury, Internationales Videofestival Bochum, (video "even odd even")

## Ausstellungen
Einzelausstellungen
- 2010 Palais Kabelwerk, Wien
- 2008 "rococo[r]eaction", Tiroler Landesmuseum Ferdinandeum, Studio. Kurator: Günther Dankl
- 1996 "frame 04199401.0-4, project alpha" Museum für angewandte Kunst MAK Wien

Beteiligungen
- 2010 Biennale für Lichtkunst Austria 2010
- 2010  Wir leben und arbeiten in Wien. Brighten the Corners. Atelier & Gallery AREA 53, Wien
- 2010 Hofstetter Kurt. Ich schaue in den Himmel, um mich zu erden. Parallelität und Kreislauf 10. Galerie Konzett Wien (Video)
- 2008  Musée d‘art contemporain Bordeaux
- 2008 Zeitraumzeit, Künstlerhaus Wien
- 2008  Die Wiener Kunstszene kommt nach Linz mit dabei ein paar Russen. Galerie Artpark Linz. Kritik in:ST/A/R Zeitung.
- 2007  Ljubljana City Art Museum (1.3 Festival of Video and New MediaArt), Ljubljana
- 2006 25th VIPER - Viper International, Basel
- 2005  Future Design Institute Tokio
- 2005 11ème Biennale de l’Image en Mouvement, Genf
- 1995  Frame 04199401.0-4. MAK Wien (Audioinstallation, Videoinstallation)

## Presse
- Innsbrucker Kunstpreis 2006 geht an bildende Künstler. In: Tiroler Tageszeitung online, Innsbruck, 19. Dezember 2006
- apa - Austria Presse Agentur: Tourist, Migrant, Forscher, Politiker. In: Der Standard online, Wien, 27. November 2001

## Kataloge
- 1995 Video SUNPENDULUM. Wien 1998.
- 1995 Aperto - Wien. Der Wegweiser.
- Barbara Doser. frame 041994.01.0-4 projekt alpha. medien, apparate, kunst projektionsräume. Wien 1995.